# Víctor Manuel García Rodríguez
Víctor Manuel García Rodríguez, detto Viti (Pruvia, 9 luglio 1959), è un ex calciatore spagnolo, di ruolo portiere.

## Carriera
Nella stagione 1979-1980, Viti esordì nella Segunda División spagnola, mandato in campo due volte da Nando Yosu al posto del portiere titolare Camuel. Nella stagione 1981-1982 partì da titolare in 21 occasioni e nella stagione successiva giocò da titolare tutte le partite del campionato.
Nella stagione 1984-1985, allenato dall'ex allenatore del Barcellona José Luis Romero, il Real Oviedo vinse la Coppa della Liga della Segunda División. Il portiere titolare però era José Enrique Heres.
Nella stagione 1985-1986, con l'arrivo di Sabino Zubeldia dal Maiorca, Viti diventò terzo portiere e non collezionò alcuna presenza.
Nelle due stagioni successive Viti si alternò in campo con Zubeldia e il Real Oviedo di Vicente Miera ottenne la promozione in Primera División.
Nella prima stagione in massima serie, Viti giocò 25 partite.
Nella stagione successiva non scese mai in campo.
Dal 1990 al 1994 si affermò come portiere titolare. Nella stagione 1991-1992, in occasione dell'unica partecipazione del Real Oviedo alla Coppa UEFA, Viti giocò le due partite dei trentaduesimi di finale, dove la squadra asturiana fu eliminata dal Genoa, che arrivò alle semifinali e venne eliminata dai campioni dell'Ajax.
Dopo il ritiro, avvenuto nel 1994, si dedicò all'allevamento.

## Palmarès
- Coppa della Liga: 1

Real Oviedo: 1984-1985 (Segunda División)